# 안토니오 파파노

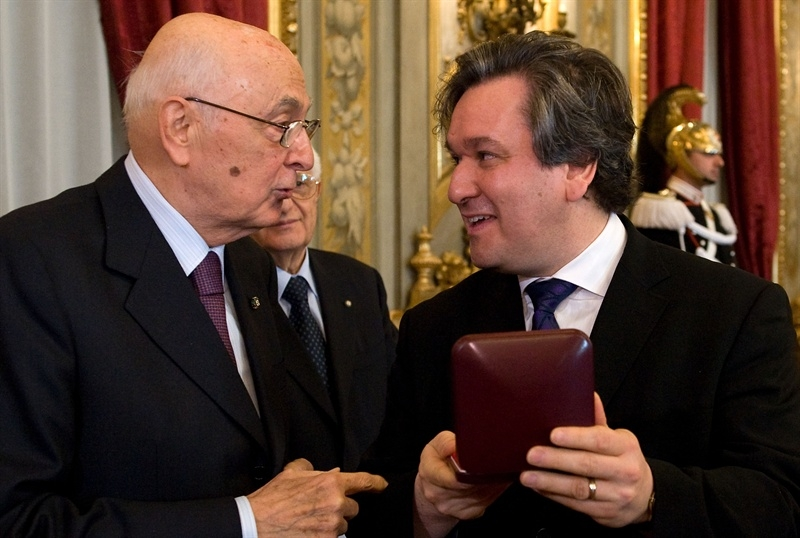

안토니오 파파노 경 (Sir Antonio Pappano, 1959년 12월 30일 ~ )은 잉글랜드계 이탈리아인 지휘자이자 피아니스트이다. 로열 오페라 하우스와 산타 체칠리아 국립음악원 관현악단 음악 감독이다. 2024년에는 런던 교향악단의 상임지휘자가 될 예정이다.
파파노는 에핑에서 태어났다. 파파노의 가족은 1958년 이탈리아 베네벤토 근처 카스텔프랑코인미스카노에서 영국으로 이주했으며 그가 태어났을 때 그의 부모는 레스토랑 사업에서 일했다. 그의 아버지 Pasquale 파파노는 직업상 노래 교사였다.
파파노가 13살이었을 때 그는 가족과 함께 코네티컷으로 이사했다. 피아노, 작곡, 지휘 등의 음악적 훈련을 거쳐 21세에 뉴욕시립오페라단 의 리허설 반주자가 되었다.
파파노는 동료 피아니스트이자 지휘자인 다니엘 바렌보임의 관심을 끌었고 바이로이트 페스티벌에서 그의 조수가 되었다. 그는 바르셀로나와 프랑크푸르트에서 일했고 마이클 길렌의 조수로 일했다.
1992년부터 2002년까지 파파노는 벨기에 브뤠실 왕립 극장의 음악 감독으로 재직했다. 그는 1997년부터 1999년까지 이스라엘 필하모닉 오케스트라의 수석 객원 지휘자를 지냈다. 2005년에 파파노는 산타 체칠리아 국립음악원 관현악단의 음악 감독이 되었다. 그는 2023년에 물러날 예정이다.
2002년에 코번트가든 로열 오페라 하우스 (ROH)의 음악 감독으로 임명되었다. 로열 오페라 및 로열 발레단과 함께 ROH 오케스트라를 지휘한 최연소 지휘자였다. 코번트가든에서는 파파노와 ROH Opera의 이사인 Kasper Holten이 제작 책임을 공유했다. ROH 계약은 파파노의 계약을 2017년과 2023년까지 여러 번 갱신했다. 2021년 3월, ROH는 2023-2024 시즌까지 파파노의 가장 최근 계약 연장과 2023-2024 시즌이 끝날 때 파파노의 임기가 종료될 예정이라고 발표했다.
런던 심포니 오케스트라 (LSO)의 객원 지휘자로 70회 이상 돌아왔고 LSO와 여러 차례 녹음을 했다. 2021년 3월 LSO는 2024년 9월부터 파파노를 차기 상임 지휘자로 임명한다고 발표했다. 그는 오케스트라의 2023-2024 런던 시즌에 상임지휘자로 지명될 예정이다. 그는 2021년 메트로폴리탄 오페라 로 돌아와 Die Meistersinger von Nürnberg를 지휘했다.